# Lucy Everest Boole
Lucy Everest Boole (Cork, Ierland, 5 augustus 1862 - 5 december 1904) was een Ierse scheikundige en apotheker die als eerste vrouw in Engeland wetenschappelijk onderzoek deed in de farmacie. Zij was de eerste vrouwelijke professor aan de London School of Medicine for Women in het Royal Free Hospital en de eerste vrouwelijke Fellow of the Royal Institute of Chemistry (FRIC).

## Biografie
Boole werd in 1862 geboren in Cork, Ierland, waar haar vader, de wiskundige en logicus George Boole, professor was aan het Queen's College. Haar moeder, Mary Everest Boole, was een autodidacte wiskundige en pedagoge. Lucy was de vierde van vijf zusters. Haar zus Alicia Boole was wiskundige en zus Ethel Lilian Voynich romanschrijfster. George Boole stierf in 1864 en liet het gezin zonder veel bestaansmiddelen achter. Het keerde terug naar Engeland, waar Lucy's moeder bibliothecaresse werd aan het Queen's College in Londen. Lucy zelf werkte eveneens als bibliothecaresse en woningopzichter aan het Queens' College maar kreeg geen universitaire opleiding. Ze studeerde van 1883-1888 aan de London School of Pharmacy waar ze haar opleiding tot apotheker volgde. In 1888 slaagde ze voor haar Major Examination.

## Professionele loopbaan
Nadat zij haar opleiding aan de London School of Pharmacy had voltooid kreeg Boole een aanstelling als onderzoeksassistent bij Wyndham Dunstan, hoogleraar scheikunde bij de Pharmaceutical Society. Ze werd tevens in 1893 docent en demonstrator scheikunde aan de London School of Medicine in 1893. In 1894 werd ze als eerste vrouw verkozen tot Fellow of the Institute of Chemistry. Vermoedelijk was ze ook de eerste vrouwelijke hoogleraar scheikunde aan het Royal Free Hospital in Londen. Ze publiceerde haar wetenschappelijke artikelen in samenwerking met Wyndham Dunstan, waaronder het artikel: An Enquiry into the Vessicating Constituent of Croton Oil, waarmee ze de eerste vrouw werd die als co-auteur optrad van een onderzoeksartikel op farmaceutisch gebied. In dit artikel stelde zij een nieuwe analysemethode voor antimoonkaliumtartraat voor waarbij gravimetrische technieken werden gebruikt in plaats van de vroegere volumetrische. Ondanks de hevige kritiek die haar voorstel kreeg werd het de officiële analysemethode in de British Pharmacopeia van 1898 tot 1963.

## Later leven
Lucy Boole is nooit getrouwd en woonde bij haar moeder in Notting Hill, Londen. Mary Everest Boole vatte de carrière van haar dochter als volgt samen: Lucy Everest Boole, never at any college. Learned Chemistry in order to qualify as dispenser or shop assistant in pharmacy. Became Fellow of the Institute of Chemistry, Lecturer in Chemistry and Head of Chemical Laboratories at London School of Medicine for Women (Lucy Everest Boole: nooit op enige universiteit geweest. Leerde scheikunde om zich te kwalificeren als apothekersassistente of winkelbediende. Werd Fellow van het Institute of Chemistry, Docent in Chemie en Hoofd van Chemische Laboratoria aan de London School of Medicine for Women). 
Lucy Everest Boole werd ziek in 1897 en overleed in 1904 op 42-jarige leeftijd. Er is weinig meer bekend over haar leven en werken.

## Familie
Haar vier zussen verdienden hun sporen op verschillend gebied. Alicia Boole Stott (1860-1940) werd een expert in vier-dimensionale meetkunde. Ethel Lilian (1864-1960) trouwde met de Poolse revolutionair Wilfrid Michael Voynich en was de schrijfster van een aantal werken waaronder The Gadfly. Mary Ellen trouwde met de wiskundige Charles Hinton en Margaret (1858-1935) was de moeder van de natuurkundige Geoffrey Ingram Taylor.  
De landmeter en geograaf George Everest was haar grootoom.